# Таваколи, Маджид
Маджид Таваколи (перс.  مجید توکلی ‎; 1986, Шираз) — деятель иранского студенческого движения, диссидент. Член Мусульманской студенческой ассоциации Технологического университета имени Амира Кабира. Обвинен властями в организации массовых беспорядков после президентских выборов 2009 года и приговорен к 8 годам лишения свободы. Арест Таваколи вызвал протест со стороны общественности.
Лауреат Студенческой премии мира за 2013 год, а также премии «Человек человеку» чешской неправительственной организации «Человек в беде» (2009).

## Арест и суд
Таваколи был арестован 7 декабря 2009 года во время оппозиционных выступлений, приуроченных ко Дню студентов. Суд признал его виновным в заговоре с целью свержения нынешнего руководства страны, а также в оскорблении верховного лидера Ирана аятоллы Али Хаменеи и президента Махмуда Ахмадинежада.